# Jeune et innocent
Pour les articles homonymes, voir Innocent.
Pour plus de détails, voir Fiche technique et Distribution.
Jeune et innocent (Young and Innocent) est un film britannique d'Alfred Hitchcock sorti en 1937.

## Synopsis
Un jeune écrivain est soupçonné d'être le meurtrier de son ancienne petite amie et actrice dont il a découvert le corps. Afin de prouver lui-même son innocence, il prend la fuite et entraîne dans celle-ci la fille du dirigeant de la police.

## Fiche technique
- Titre original : Young and Innocent
- Titre français : Jeune et innocent
- Réalisation : Alfred Hitchcock
- Scénario : Charles Bennett, Edwin Greenwood, Anthony Armstrong et Alma Reville, d'après le roman A Shilling for Candles de Josephine Tey publié en 1936 (traduit en français sous les titres Le Maillot vert, puis Jeune et Innocent.)
- Direction artistique : Alfred Junge
- Photographie : Bernard Knowles
- Montage : Charles Frend
- Musique et direction musicale : Louis Levy
- Production : Edward Black
- Sociétés de production : Gainsborough Pictures et Gaumont British Picture Corporation
- Pays d'origine :  Royaume-Uni
- Format : Noir et blanc - 35 mm - 1,37:1 - son mono
- Genre : Thriller
- Durée : 83 minutes
- Dates de sortie : 
  - Royaume-Uni : novembre 1937 (première mondiale à Londres)
  - États-Unis : 10 février 1938 (première à New York), 17 février 1938 (sortie nationale)
  - France : 26 juin 1978
- Affiche : Jouineau Bourduge (France)

## Distribution
- Nova Pilbeam (VF : Dorothée Jemma) : Erica Burgoyne
- Derrick De Marney : Robert Tisdall
- Percy Marmont : le colonel Burgoyne
- Edward Rigby : le vieux Will
- Mary Clare : la tante d'Erica
- John Longden : l'inspecteur Kent
- George Curzon : Guy
- Basil Radford : l'oncle d'Erica
- Pamela Carme (VF : Béatrice Delfe) : Christine Clay
- George Merritt : le sergent détective Miller
- J.H. Roberts : Henry Briggs
- Jerry Verno : le conducteur de camion au café Tom's Hat
- H. F. Maltby : le sergent de police Ruddock
- John Miller : l'agent de police
- Torin Thatcher : le gardien du domaine (non crédité)

Note : le doublage français entre parenthèses date des années 1980[réf. nécessaire].

## Production

### Tournage
Le film a été tourné aux studios de Lime Grove et de Pinewood. 

### Analyse
Ce film est une nouvelle illustration du thème de l'innocent en cavale accusé à tort cher à Hitchcock. D'une facture proche de celle des 39 Marches (1935), il vaut tout particulièrement pour son final purement hitchcockien dont le procédé de mise en scène – un travelling qui part de la salle de bal jusqu’aux yeux du musicien – sera repris dans Les Enchaînés (1946).

## Autour du film
- Caméo d'Hitchcock : à l'extérieur du palais de justice, un appareil photo à la main, vers la 15e minute du film.
- La scène de la carrière où le héros hisse sa partenaire qui va glisser dans le vide présente une ressemblance frappante au niveau du choix des plans et des cadrages avec la scène qui précède la fin de La Mort aux trousses  qu'Hitchcock réalisera deux décennies plus tard.
- Le travelling final a nécessité deux jours de répétition, ainsi que la plus grande grue d’Angleterre.
- Le titre du morceau qui ouvre le film ainsi que la scène finale est The Drummer Man. Tout particulièrement durant la période anglaise, le choix des morceaux préexistants n'est souvent pas laissé au hasard.
- Un même plan, dans lequel les policiers poursuivent la voiture d'Erica Burgoyne, est utilisé deux fois : à 59 min. 14 et 59 min. 32.
- Vers 21 min., Robert dit à Erica dans la version française : « J'ai l'impression d'être Fabrice Del Dongo et vous Clelia Conti. » Dans le roman La Chartreuse de Parme de Stendhal, Fabrice est amoureux de Clelia, la fille du gouverneur de la tour Farnese où Fabrice est enfermé. Elle l'aide à s'évader. Dans le film, Robert est amoureux de la fille du commissaire et elle aussi l'aide à s'évader. Dans la version originale, Robert dit « I feel like Bonnie Prince Charlie and Flora MacDonald »[1]. Charles Édouard Stuart dit « Bonnie Prince Charles » vient trouver refuge sur l'île de Benbecula, au large de l’Écosse, après la désastreuse bataille de Culloden. Flora MacDonald, belle-fille du commandant de la milice locale qui traque le fugitif, en tombe amoureuse et l'aide à s'échapper. La chanson populaire My Bonnie Lies over the Ocean fait allusion à cette idylle.
- Le film a influencé Kate Bush dans la réalisation de son clip Hounds of Love, tiré de l'album du même nom, sorti en 1985[2].